# Municipio de Clay (condado de Bradley)
El municipio de Clay (en inglés: Clay Township) es un municipio ubicado en el condado de Bradley en el estado estadounidense de Arkansas. En el año 2010 tenía una población de 568 habitantes y una densidad poblacional de 3,53 personas por km².

## Geografía
El municipio de Clay se encuentra ubicado en las coordenadas 33°32′42″N 92°16′00″O / 33.54500, -92.26667. Según la Oficina del Censo de los Estados Unidos, el municipio tiene una superficie total de 160.87 km², de la cual 160,87 km² corresponden a tierra firme y (0 %) 0 km² es agua.

## Demografía
Según el censo de 2010, había 568 personas residiendo en el municipio de Clay. La densidad de población era de 3,53 hab./km². De los 568 habitantes, el municipio de Clay estaba compuesto por el 66,37 % blancos, el 29,4 % eran afroamericanos, el 0,35 % eran amerindios, el 0,35 % eran asiáticos, el 1,23 % eran de otras razas y el 2,29 % eran de una mezcla de razas. Del total de la población el 1,58 % eran hispanos o latinos de cualquier raza.